# 후르츠 스파이
후르츠 스파이(Fruit Spy 007)은 유명한 보드 게임 디자이너 라이너 크니지아(Reiner Knizia)가 디자인 한 패밀리 보드게임이다.

## 게임 정보
6곳의 농장에 있는 과일(점수)들을 얻기 위해서 스파이가 된 귀여운 피카 동물들이 경쟁을 벌인다. 제한된 영향력을 다른 사람보다 현명하게 사용해야 한다.

## 게임의 구성
후르츠 스파이 007의 구성은 다음과 같다.
- 농장 게임판 6개
- 파파 농부와 데일리 종이 인형
- 과일 토큰 20개 (1, 2, 6, 7이 써 있는 토큰 각 2개씩 / 3,4,5가 써 있는 토큰 각 4개씩)
- 스파이 카드 40장 (총 5가지 색의 카드 각 8장, 1부터 7까지 숫자카드 7장과 함정카드 1장)

## 게임 방법
플레이어들은 자신의 차레에 다음과 같은 액션을 한다.
- 손에 있는 카드(숫자 카드, 함정카드)중 한장을 골라, 카드의 숫자가 보이지 않게 원하는 게임판에 놓는다.(함정 카드는 그 농장에 다른 플레이어의 카드 한 장을 무효로 만든다.)
- 자신이 카드를 놓는 게임판에 다른 카드가 있다면 먼저 놓여있던 카드를 뒤집어 공개한다.
- 공개된 카드가 함정 카드인 경우, 내려놓은 자신의 카드도 즉시 뒤집어 공개하고, 함정 카드와 함께 게임 박스에 버린다.
- 공개된 카드가 있는 게임판에 "파파"가 있는 경우, 파파 농부를 시계 반대 방향으로 한 칸 이동시킨다.
- 공개된 카드가 있는 게임판에 "데일리"가 있는 경우, 데일리를 시계 방향으로 한 칸 이동시킨다.
- 공개된 카드가 있는 게임판에 파파와 데일리가 함께 있는 경우, 파파는 시계 반대 방향으로, 데일리는 시계 방향으로 한 칸 이동시킨다.

## 게임 종료
- 파파 또는 데일리, 둘 중 한 명이라도 원래 있던 장소로 돌아오는 경우
- 모든 플레이어가 자신의 카드를 전부 사용하게 되는 경우
- 모든 게임 판에서 점수 계산을 플레이어들은 가져간 과일 토큰의 점수를 더한다. 가장 높은 점수를 낸 플레이어가 게임에서 승리한다. 만약 동점인 경우에는 공동으로 승리한다.

## 점수 계산
점수 계산은 한 농장씩 차레로 모든 플레이어가 함께 진행한다.
- 파파가 있는 게임판에 있던 모든 과일 토큰은 버려진다
- 게임판의 카드들을 모두 공개하여 함정 카드가 있는 경우, 그 함정카드는 버려진다.
- 과일 토큰 가져가기 : 게임판 한 곳에 있는 각 플레이어들의 카드의 숫자를 더한다. 숫자가 높은 플레이어 순으로 과일 토큰을 가져간다. 단, 데일리가 있는 농장에서는 데일리 모형을 10점의 과일 토큰으로 보고 점수 계산을 한다.(즉, 카드의 숫자 합이 가장 높은 플레이어가 데일리 모형부터 가져간다)
- 남은 과일 토큰이 있는 경우, 같은 게임판의 플레이어가 숫자합이 높은 순으로 과일 토큰을 갖고 남은 토큰들이 있다면 가장 숫자가 높은 플레이어가 남은 과일 토큰도 전부를 가져간다.
- 동점인 경우 : 만약 어떤 게임판에서 카드의 합이 같은 경우, 시계 반대 방향으로 한 칸 옆의 게임판 숫자합이 높은 플레이어가 먼저 과일 토큰을 선택하고 차례대로 가져간다. 만약 그 옆 게임판도 동점이라면, 한 번 더 시계 반대 방향으로 한 칸 떨어진 다른 게임판 카드의 합으로 순서를 정한다.

## 게임 목적
가장 많은 과일 점수를 받는 사람이 이긴다. 과일을 획득하기 위해서는 특정 농장에서 가장 많은 영향력을 확보해야 한다. 농장에 카드를 놓을 때는 뒷면으로 놓고, 이전에 놓인 카드가 있었다면 공개한다. 만약 공개된 카드가 함정카드라면, 이번에 내려놓은 카드와 함께 제거한다. 파파 농부 인형은 게임 종료시에 마지막에 있었던 농장의 모든 과일을 제거하고,
```
데일리 카드는 파파농부가 없는 지역에서 10점의 과일 가치를 제공한다. 게임 계산 시에는 게임판 한 농장에 있는 모든 스파이 카드를 비교토록 한다.
```